# Ellenállók Múzeuma
Az amszterdami Ellenállók Múzeuma (hollandul Verzetsmuseum) a nagyvárosban a második világháború alatt tevékenykedő antifasiszta holland ellenállók harcának állít emléket.

## Története
1979-ben a Volksuniversiteit K&O Katwijk kiállítást szervezett a második világháború alatti holland antifasiszta ellenállásról. Az előkészületek során nyilvánvalóvá vált, hogy az ellenállók közötti ideológiai különbségek akadályt jelentettek az ellenállás történetének kiegyensúlyozott bemutatása előtt. A szervező munkacsoport erőfeszítéseivel sikerült ezen túllépni, és a bal- és jobboldali ellenállási szervezetek a háború utáni történelemben először döntöttek az együttműködés mellett. 

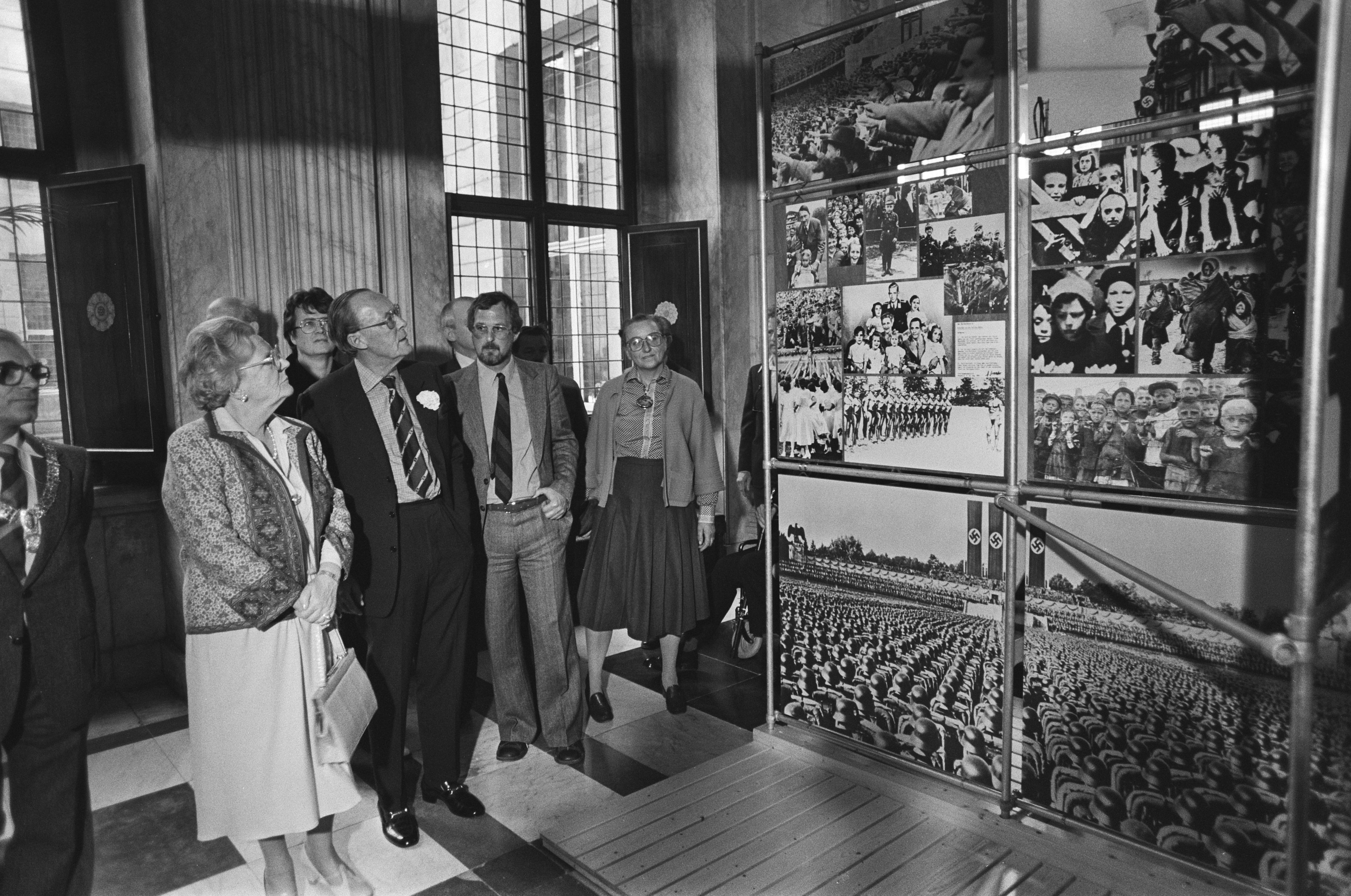
Julianna holland királynő megnyitja a katwijki ellenállási kiállítást

A 10 napos katwijki kiállítást közel 10 000 ember tekintette meg. Ez az elsöprő érdeklődés és az a harmónia, ami Katwijkben kialakult a különböző ellenállási szervezetek emberei között, arra ösztönözte az összeállítókat, hogy ezt máshol is megismételjék.
Az amszterdami királyi palotában már a következő évben újra megrendezték ezt a kiállítást, némileg módosított formában. Az amszterdami kiállítás rövid időn belül 63 000 látogatót vonzott. Katwijk és Amszterdam után megérett a felismerés, hogy az egyedülálló gyűjteményt meg kell őrizni a jövő számára, állandó otthonnal. Erre a célra hozták létre 1984-ben az Amszterdami Ellenállási Múzeum Alapítványt.
A múzeum kezdetben az Abraham Elzas által 1935-ben tervezett Lekstraat utcai zsinagógában kapott helyet, majd a Plancius épületben, Plantage Kerklaanon, az Artis főbejáratával szemben helyezték el. 1943-ban a közelben intéztek támadást az ellenállók az amszterdami népesség-nyilvántartás ellen, hogy nehezítsék az amszterdami zsidók felkutatását és megsemmisítő táborokba küldését. A deportálások is a közeli Hollandsche Schouwburgon (akkoriban színház, ma emlékhely) keresztül történtek.
A múzeumban az állandó kiállításon túl időszaki kiállításokat is rendeznek. Hiteles tárgyak, fényképek és dokumentumok, film- és hangtöredékek mesélik el az emberek háborús történetét.

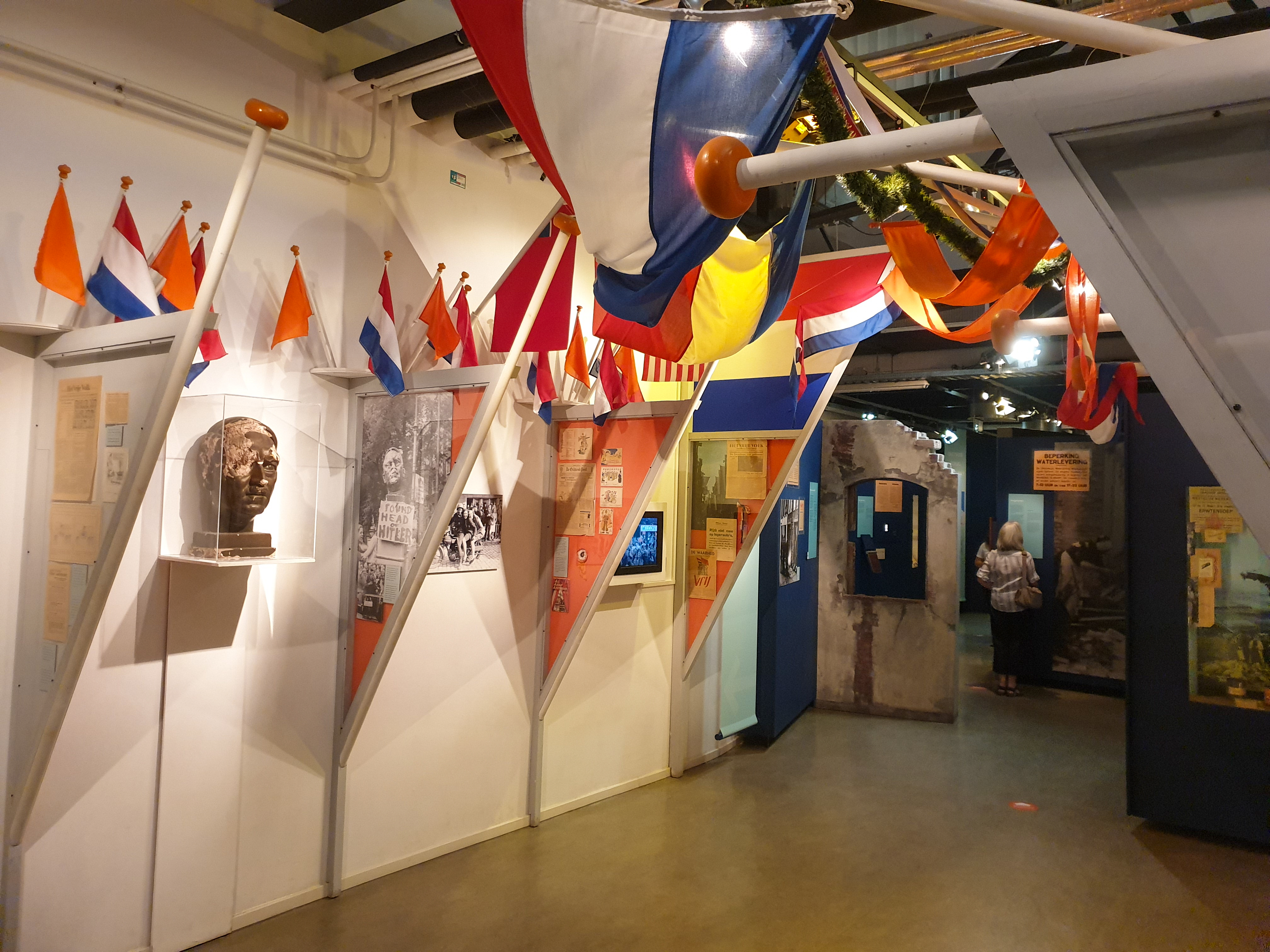
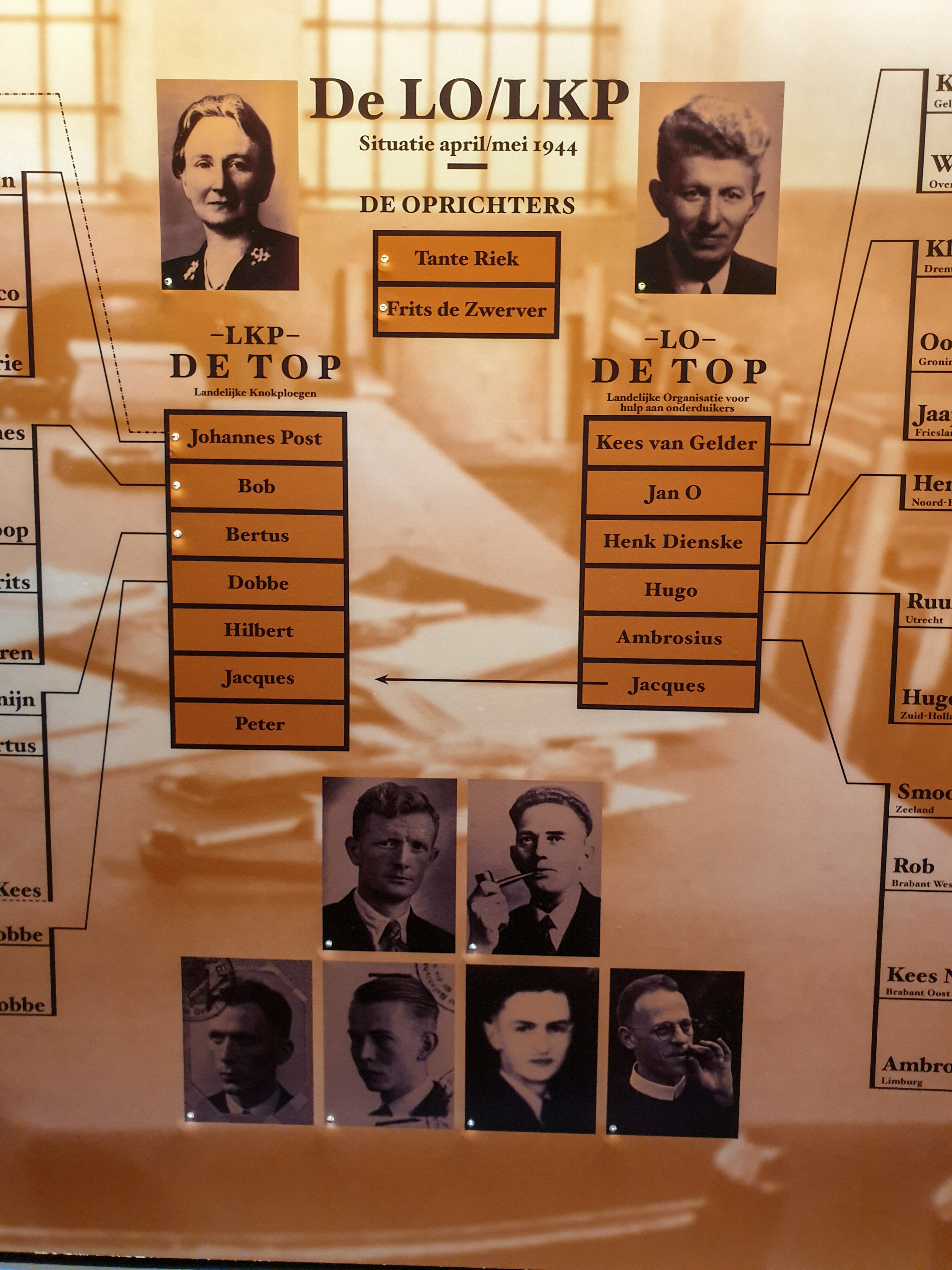
Az egyik ellenálló csoport felépítése
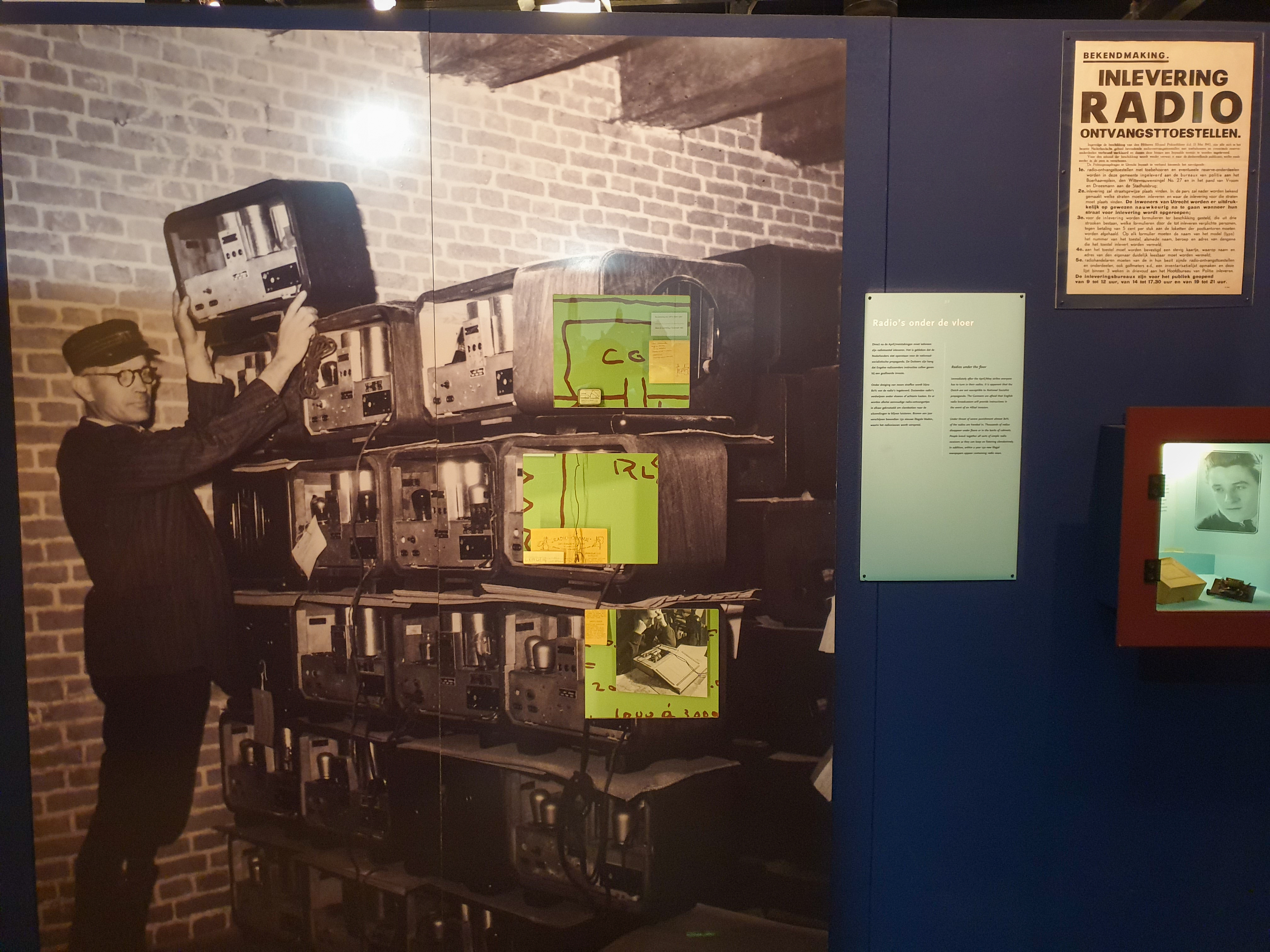
A rádiók kötelező beszolgáltatása a háború idején
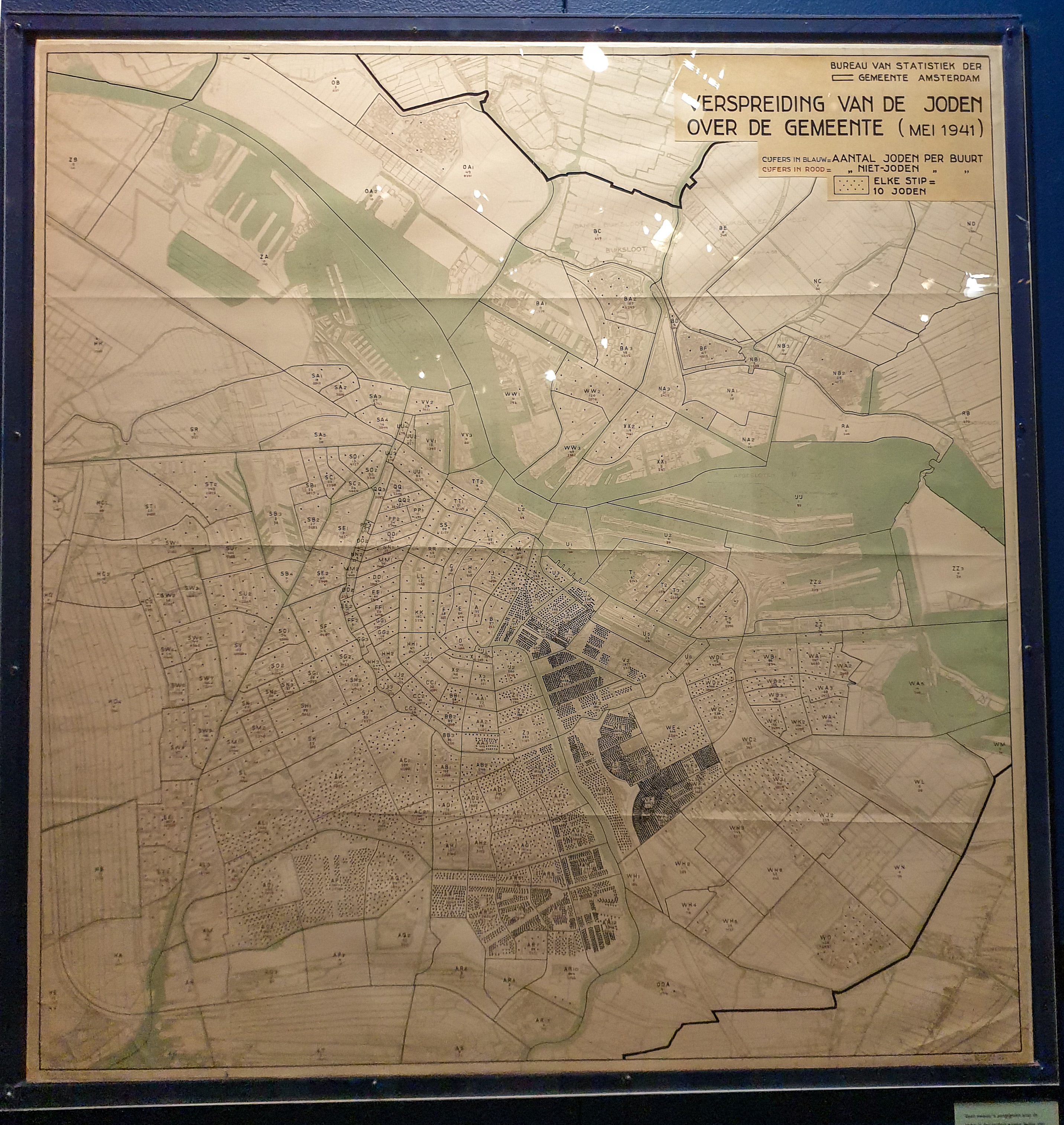
A holland statisztikai hivatal 1941-es térképe a zsidók lakásainak területi elhelyezkedéséről Amszterdamban

## Fordítás
Ez a szócikk részben vagy egészben  a   Verzetsmuseum Amsterdam című holland Wikipédia-szócikk ezen változatának fordításán alapul.  Az eredeti cikk szerkesztőit annak laptörténete sorolja fel. Ez a jelzés csupán a megfogalmazás eredetét és a szerzői jogokat jelzi, nem szolgál a cikkben szereplő információk forrásmegjelöléseként.

## Kapcsolódó szócikk
- Museum 1940–1945